# Мэри Поппинс, до свидания
«Мэ́ри По́ппинс, до свида́ния» — телевизионный художественный музыкальный фильм-мюзикл режиссёра Леонида Квинихидзе в двух сериях («Леди Совершенство» и «Неделя кончается в среду»), снятый творческим объединением телевизионных фильмов киностудии «Мосфильм» по заказу Гостелерадио СССР в 1983 году по произведениям Памелы Трэверс о Мэри Поппинс. Телепремьера состоялась 8 января 1984 года.

## Сюжет
Действие фильма происходит в столице Англии, Лондоне, в 1970-х годах. В доме № 17 на Вишнёвой улице семейство Бэнкс озабочено поисками няни для своих детей. Они публикуют соответствующее объявление в газете. Вскоре на их пороге появляется молодая няня Мэри Поппинс и соглашается с условиями работать за самое скромное денежное вознаграждение. У неё нет рекомендаций, но маме не из кого выбирать. Дети Джейн и Майкл думают, что её принесло дуновением сильного ветра, и няня не спорит с ними, отвечая, что так и есть.
Мэри поселилась в доме Бэнксов, в детской спальне. Она рассудительна, живёт по строгим принципам, но в то же время добрая и милая. Главная героиня может понимать язык зверей и птиц и разговаривать с ними, заставить не в меру любезного мясника запеть голосом оперного певца и оживить статую Нелея в городском парке. К Мэри проникается чувствами Роберт Робертсон, дядя Майкла и Джейн, которого она нарекает «мистер „Эй“» за то, как он ненароком обратился к ней во время первой встречи. Мэри признали соседи по Вишнёвой улице. Няня приглашает своих воспитанников в салон мадам Корри, на уроки музыки и танцев. Дети без ума от няни, но она исчезает так же внезапно, как появилась, — с сильным порывом восточного ветра.
После исчезновения Мэри Поппинс в доме Бэнксов случается беда: мистер Робертсон, живущий по своим убеждениям в палатке на газоне перед домом, неосторожными действиями сильно повредил газовую трубу, когда попытался угнать буровую машину строительной бригады под начальством Боба Гудетти. Это спровоцировало пожар, и в результате на следующий день мистера Бэнкса обязали выплатить штраф 13 500 фунтов.
В тот же день в 10:00 семейство навещает мисс Юфимия Эндрю — бывшая гувернантка мистера Бэнкса. Она злая, ненавидящая детей — хуже няни не придумать. Мисс Эндрю начала устанавливать в доме свои порядки, отчего он начал напоминать солдатскую казарму. К тому же, она грубо оскорбляет Мэри Поппинс, назвав её «подозрительной особой». В тот момент, когда Бэнксы готовы бежать из собственного дома, появившаяся вновь Мэри Поппинс приходит к ним на помощь. Она отпускает на волю попугая мисс Эндрю — сэра Томаса, а саму гувернантку, вернувшуюся и обозлённую визитом ненавистной ей «особы», на короткое время превращает в маленькую куклу и отправляет в клетку, отчего мисс Эндрю раскаивается и уезжает.
Вечером Мэри приглашает всех героев на празднование своего дня рождения в салон мадам Корри и ненадолго возвращает взрослых в их детство. Мистер Робертсон получает в подарок гитару: с ней он будет сочинять только хорошие песни. В финале фильма няня-волшебница уходит, но перед этим всем присутствующим преподносит в дар надежды на перемены, которые должен принести ветер, дышащий добром.

## История создания
В своём режиссёрском направлении Леонид Квинихидзе отдавал предпочтение музыкальным фильмам. Взяв за основу литературный материал Памелы Трэверс, сценарист Владимир Валуцкий написал киносценарий, текст которого менялся по ходу съёмок. В интервью Леонид Квинихидзе говорил, что он задумывал снимать не детский фильм, а сказку для взрослых. Для него самого было неожиданным то, что картина очень понравилась детям.
На роли Майкла и Джейн Бэнксов был объявлен кастинг. Среди требований к исполнителям были не только актёрский профессионализм, но и умение пластично двигаться в кадре и быть музыкальными. К тому же график съёмок был очень плотным, по 12 часов в день. После конкурса были выбраны следующие кандидаты: на роль Майкла — Филипп Рукавишников, а на роль Джейн — Аня Плисецкая. За период летних каникул отсняли все сцены с детьми, а озвучивание проходило уже осенью 1983 года в тонстудии «Мосфильма».
На роль главной героини, Мэри Поппинс, пробовалась Анастасия Вертинская, но её исполнение роли и ви́дение этого образа режиссёром оказались разными. Тогда композитор Максим Дунаевский предложил на роль свою жену Наталью Андрейченко.
На роль мистера Робертсона, дяди Майкла и Джейн, был приглашён эстонский актёр Лембит Ульфсак (пробовался также Александр Абдулов), за которого (из-за сильного акцента актёра) говорил и пел Павел Смеян (по другим, не подтверждённым данным, Смеян только исполнял вокальные партии, а озвучивал Абдулов). Звукооператором фильма был один из признанных мастеров — Юрий Рабинович, звук отличается высоким качеством.
В короткие сроки на натурной площадке «Мосфильма» художником-постановщиком Виктором Петровым был построен городок в английском стиле. Пруд и беседка, у которой снимали все сцены с героями, — это неотъемлемая часть природных декораций «Мосфильма», в которых было отснято ещё множество сцен для других фильмов.
Фильм был снят в двух сериях, первая из которых называлась «Леди Совершенство», а вторая — «Неделя кончается в среду».

## В ролях
- Наталья Андрейченко — Мэри Поппинс (вокал — Татьяна Воронина)
- Альберт Филозов — мистер Джордж Бэнкс
- Лариса Удовиченко — миссис Бэнкс, его жена
- Филипп Рукавишников — Майкл Бэнкс, их сын (вокал — Светлана Степченко)
- Анна Плисецкая — Джейн Бэнкс, их дочь (вокал — Светлана Степченко) / миссис Бэнкс в детстве
- Лембит Ульфсак — Роберт Робертсон (он же «мистер Эй»), дядя Майкла и Джейн, брат миссис Бэнкс (озвучивание и вокал — Павел Смеян)
- Олег Табаков — мисс Юфимия Эндрю (2 серия)
- Ирина Скобцева — миссис Кэти Ларк, соседка Бэнксов и владелица собак Эдуарда (он же Эдди) и Варфоломея
- Зиновий Гердт — адмирал Генри Бум
- Марина Нудьга — мадам Корри, заведующая балетной студией
- Гали Абайдулов — сир Людовик, кот-танцор
- Семён Соколовский — мистер Уилкинс, пожилой джентльмен и поклонник литературного героя Проницательного Билла
- Игорь Ясулович — мистер Смит, сторож в городском парке
- Леонид Каневский — Боб Гудетти, экскаваторщик
- Эммануил Левин — полисмен (озвучивает Артём Карапетян)
- Юрий Мороз — почтальон
- Илья Рутберг — чиновник (2 серия)
- Павел Бабаков — мясник
- Владимир Карклиньш — Нелей, мраморный мальчик и сын морского царя
- Георгий Милляр — ворон / сэр Томас, попугай (озвучивание, в титрах не указан)

## Съёмочная группа
- Автор сценария: Владимир Валуцкий
- Режиссёр-постановщик: Леонид Квинихидзе
- Композитор: Максим Дунаевский
- Оператор-постановщик: Валентин Пиганов
- Художник-постановщик: Виктор Петров
- Звукооператор: Юрий Рабинович
- Монтаж Инны Брожовской
- Стихи: Наума Олева
- Балетмейстер: Азарий Плисецкий

## Музыка
Музыка и песни выпущены в 1984 году фирмой «Мелодия» на пластинках, а также на аудиокассетах «Свема». Музыкальный материал к фильму записали музыканты группы «СВ» (бывшее «Воскресение»): Вадим Голутвин (гитара), Пётр Подгородецкий (клавишные) и Владимир Воронин (ударные).
Сторона 1:
1. Увертюра [02:40]
2. Непогода (Наум Олев) [03:12]
3. Ожившее пианино [00:48]
4. Леди «Совершенство» (Наум Олев) [02:31]
5. Парк [02:23]
6. Вальс [01:58]
7. Цветные сны (Наум Олев) [03:44]

Сторона 2:
1. Тридцать три коровы (Наум Олев) [02:20]
2. Прогулка [00:50]
3. Лев и брадобрей (Наум Олев) [02:47]
4. Салон мадам Корри [01:58]
5. Воздушные шарики [03:43]
6. Ветер перемен (Наум Олев) [05:13]

### Участники записи
- Вадим Голутвин — гитара
- Пётр Подгородецкий, Игорь Назарук — клавишные
- Владимир Воронин — ударные
- Алексей Исплатовский — бас-гитара
- Ростислав Чевычелов — альт-саксофон
- Павел Смеян — вокал (партии Роберта Робертсона; 2, 8, 10, 13)
- Татьяна Воронина — вокал (партии Мэри Поппинс; 4, 7, 10, 13)
- Наталья Ветлицкая — бэк-вокал (не указана в титрах) (2)
- Анатолий Горохов — бэк-вокал (не указан в титрах)
- Светлана Степченко — вокал (партии Майкла и Джейн) (не указана в титрах) (8, 10)
- Оркестр Госкино СССР под управлением Сергея Скрипки
- Оркестр «Современник» под управлением Анатолия Кролла (11)

## Песни в фильме
Автор текстов песен — Наум Олев.
| Название песни        | Вступительные слова | Исполнитель                                        |
| --------------------- | --- | -------------------------------------------------- |
| Непогода              | Изменения в природе происходят год от года.                                                                                     | Павел Смеян и Наталья Ветлицкая (бэк-вокал)        |
| Леди «Совершенство»   | Кто от шпильки до булавки, кто от туфелек до шляпки элегантность сама?                                                          | Татьяна Воронина                                   |
| Цветные сны           | Всё, что было много лет назад, сны цветные бережно хранят, и порой тех снов волшебный хоровод взрослых в детство за руку ведёт. | Татьяна Воронина                                   |
| Тридцать три коровы   | В центре города большого, где травинки не растёт, жил поэт — волшебник слова, вдохновенный рифмоплёт.                           | Павел Смеян и Светлана Степченко                   |
| Лев и брадобрей       | Жил да был брадобрей, на земле не найти добрей.                                                                                 | Татьяна Воронина, Павел Смеян и Светлана Степченко |
| Ветер перемен (финал) | Кружит Земля, как в детстве карусель, а над Землёй кружат ветра потерь.                                                         | Павел Смеян и Татьяна Воронина                     |

## Критика
Кинокритик Ирина Павлова писала: «„Мэри Поппинс, до свидания“ — самый карнавальный из фильмов Квинихидзе, самый театрализованный. …Все музыкальные номера никто и не пытается выдать за фрагменты жизни, их условность — демонстративна, в неё играют и персонажи, и сам режиссёр».
Киновед Александр Фёдоров так оценивал фильм: «Стильная, озорная игра Натальи Андрейченко и Олега Табакова, настоящие музыкальные хиты Максима Дунаевского… Всё это сделало фильм „Мэри Поппинс, до свидания“ по-настоящему культовым».